# Auchonvillers
Auchonvillers é uma comuna francesa na região administrativa de Altos da França, no departamento de Somme. Estende-se por uma área de 5,72 km². Em 2010 a comuna tinha 147 habitantes (densidade: 25,7 hab./km²).